# Bordères-sur-l'Échez
Bordères-sur-l'Échez é uma comuna francesa na região administrativa de Occitânia, no departamento dos Altos Pirenéus. Estende-se por uma área de 15,95 km², Em 2010 a comuna tinha 5 453 habitantes (densidade: 341,9 hab./km²)..